# Psaume 112 (Bruckner)
Pour les articles homonymes, voir Psaume 112.
Le Psaume 112, WAB 35, d'Anton Bruckner est une mise musique d'une version allemande du Psaume 113 (Psaume 112 dans la Vulgate).

## Historique
En 1863, lorsqu'il résidait à Linz et après qu'il eut terminé sa période d'études auprès de Sechter et de Kitzler, Bruckner mis le Psaume 112 en musique. Durant cette même année, il composa aussi sa Symphonie d'études en fa mineur. « Sa prochaine grande œuvre chorale après ce Psaume a été la puissante Messe en ré mineur, composée l'année suivante - la première des trois grandes messes ».
Dans le manuscrit original, qui est archivé à l'Österreichische Nationalbibliothek, la reprise de la première partie s'arrête après les cinq premières mesures. 
Il n'est pas rapporté d'exécution de l'œuvre durant la vie de Bruckner. L'œuvre, qui a été éditée par Wöss en 1926, a été vraisemblablement, exécutée pour la première fois le 14 mars 1926 à Vöcklabruck par Max Auer,. L'œuvre a été ré-éditée de manière critique par Paul Hawkshaw en 1996 dans le Volume XX/5 de la Bruckner Gesamtausgabe.

## Texte
Den Demüthigen gibt Gott Gnade (Dieu donne la grâce aux humbles)
| Alleluja! Lobet den Herrn, ihr Diener, lobet den Namen des Herrn! Der Name des Herrn sey gebenedeit, von nun an bis in Ewigkeit! Vom Aufgang der Sonne bis zum Untergange sey gelobet der Name des Herrn! Hoch über alle Völker ist der Herr und über die Himmel seine Herrlichkeit. Wer ist wie der Herr, unser Gott? der in der Höhe wohnet, Der auf das Niedrige schauet im Himmel und auf Erden, Der den Geringen aufrichtet aus dem Staube, und aus dem Kothe erhöhet den Armen: Daß er ihn setze neben die Fürsten, neben die Fürsten seines Volkes: Der die Unfruchtbare wohnen läßt im Hause, als fröhliche Mutter von Kindern. | Louez l’Éternel ! Serviteurs de l’Éternel, louez le nom de l’Éternel ! Que le nom de l’Éternel soit béni, dès maintenant et à jamais ! Du lever du soleil jusqu’à son couchant, que le nom de l’Éternel soit célébré ! L’Éternel est élevé au-dessus de toutes les nations, sa gloire est au-dessus des cieux. Qui est semblable à l’Éternel, notre Dieu ? Il a sa demeure en haut ; il abaisse les regards sur les cieux et sur la terre. De la poussière il retire le pauvre, du fumier il relève l’indigent, pour les faire asseoir avec les grands, avec les grands de son peuple. Il donne une maison à celle qui était stérile, il en fait une mère joyeuse au milieu de ses enfants. |

## Composition
Le Psaume 112 en si bémol majeur de Bruckner est une composition pour double chœur mixte à huit voix et orchestre (2 flûtes, 2 hautbois, 2 clarinettes, 2 bassons, 2 cors, 2 trompettes, 3 trombones, timbales et cordes). L'œuvre est en quatre parties :
1. "Alleluja! Lobet den Herrn" - mesures 1-70
2. "Wer ist wie der Herr, unser Gott?" - mesures 71-142
3. Reprise partielle (deux premiers versets), suivie par une fugue sur un "Alleluja" - mesures 143-202
4. Reprise intégrale de la première partie

Le Psaume 112 avec sa claire structure de répétition est un produit de l'enseignement de Kitzler.
There is some rich and sonorous writing, and … the whole thing has an enthusiastic punch and an already mature skill in execution. ... [However,] the full-scale recapitulation [of the first part] creates some stiffness rather than satisfying symmetry.
Traduction : Il est d'une écriture assez riche et sonore et ... fait montre dans sa totalité d'une énergie enthousiaste et d'une compétence déjà mature dans son exécution. ... [Cependant,] la reprise intégrale [de la première partie] engendre une certaine raideur, plutôt que de satisfaire la symétrie.

## Discographie
Le premier enregistrement (c. 1950) a été par Henry Swoboda avec le Wiener Akademie Kammerchor et les Wiener Symphoniker, LP : Westminster WAL 201 (avec la Symphonie no 6 et le Psaume 150). L'enregistrement historique de Swoboda des Psaumes 112 et 150 et du Wanderers Sturmlied de Richard Strauss ont été récemment transférés sur CD par Klassichaus Recordings : GSC052, 2015.
- Matthew Best, Bruckner - Requiem, Psalms 112 & 114, Corydon Singers, English Chamber Orchestra, Hyperion CDA66245, 1987
- Karl Anton Rickenbacher, Bruckner - Missa solemnis, Psalm 112 & Psalm 150, Chor und Orchester der Bamberger Symphoniker, Virgin Classics VC 7 91481, 1990
- Wolfgang Sawallisch, Anton Bruckner - Geistliche Chorwerken, Chœur et Orchestre symphonique de la Radiodiffusion bavaroise, 1992 live - CD : Luna LU-1023
- Rolf Beuchert, Francis Poulenc, Anton Bruckner & Antonín Dvórak, Chœur et orchestre de l'ASG et du JKG Leonberg, 2000 live - CD : ASG-JKG 00719-00

## Sources
- Max Auer, Anton Bruckner als Kirchenmusiker, Gustav Bosse Verlag, Ratisbonne, 1927 - p. 201-214
- Cornelis van Zwol, Anton Bruckner - Leven en Werken, Thot, Bussum (Pays-Bas), 2012 -  (ISBN 90-686-8590-2)
- John Williamson, The Cambridge Companion to Bruckner, Cambridge University Press, 2004 -  (ISBN 0-521-80404-3)
- Uwe Harten, Anton Bruckner. Ein Handbuch. Residenz Verlag, Salzbourg, 1996.  (ISBN 3-7017-1030-9).
- Anton Bruckner – Sämtliche Werke, Band XX/5: Psalm 112 (1863), Musikwissenschaftlicher Verlag der Internationalen Bruckner-Gesellschaft, Paul Hawkshaw (Éditeur), Vienne, 1996